# 多夫亥 (外喀尔巴阡州)
48°22′3″N 23°17′13″E / 48.36750°N 23.28694°E

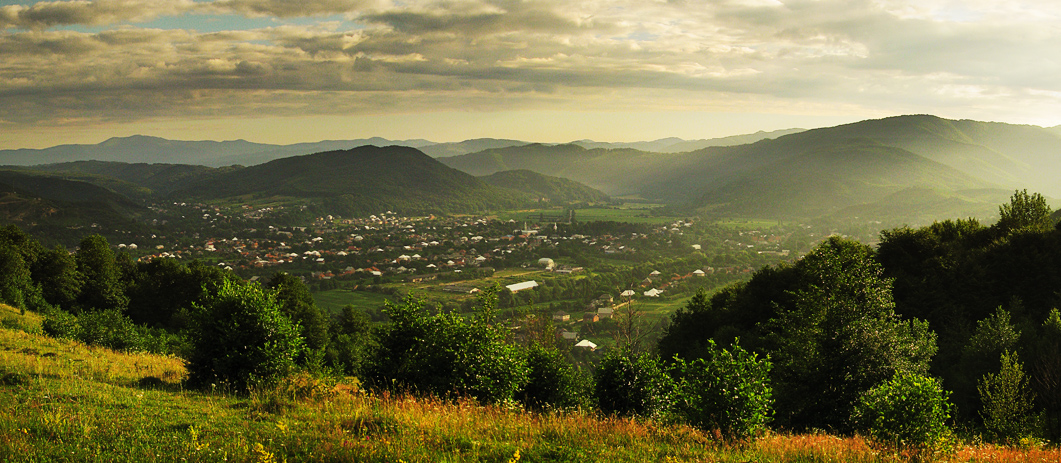
全景图

多夫亥（烏克蘭語：Довге）是烏克蘭外喀爾巴阡州胡斯特區多夫亥市镇内的镇及其行政中心。處於博爾扎瓦河畔，始建於1383年，面積46.66平方公里，海拔高度172米，2004年人口6,790，人口密度每平方公里145.52人。

## 历史
2025年7月7日，乌克兰内阁将多夫亥由村升级为镇。